# Knik

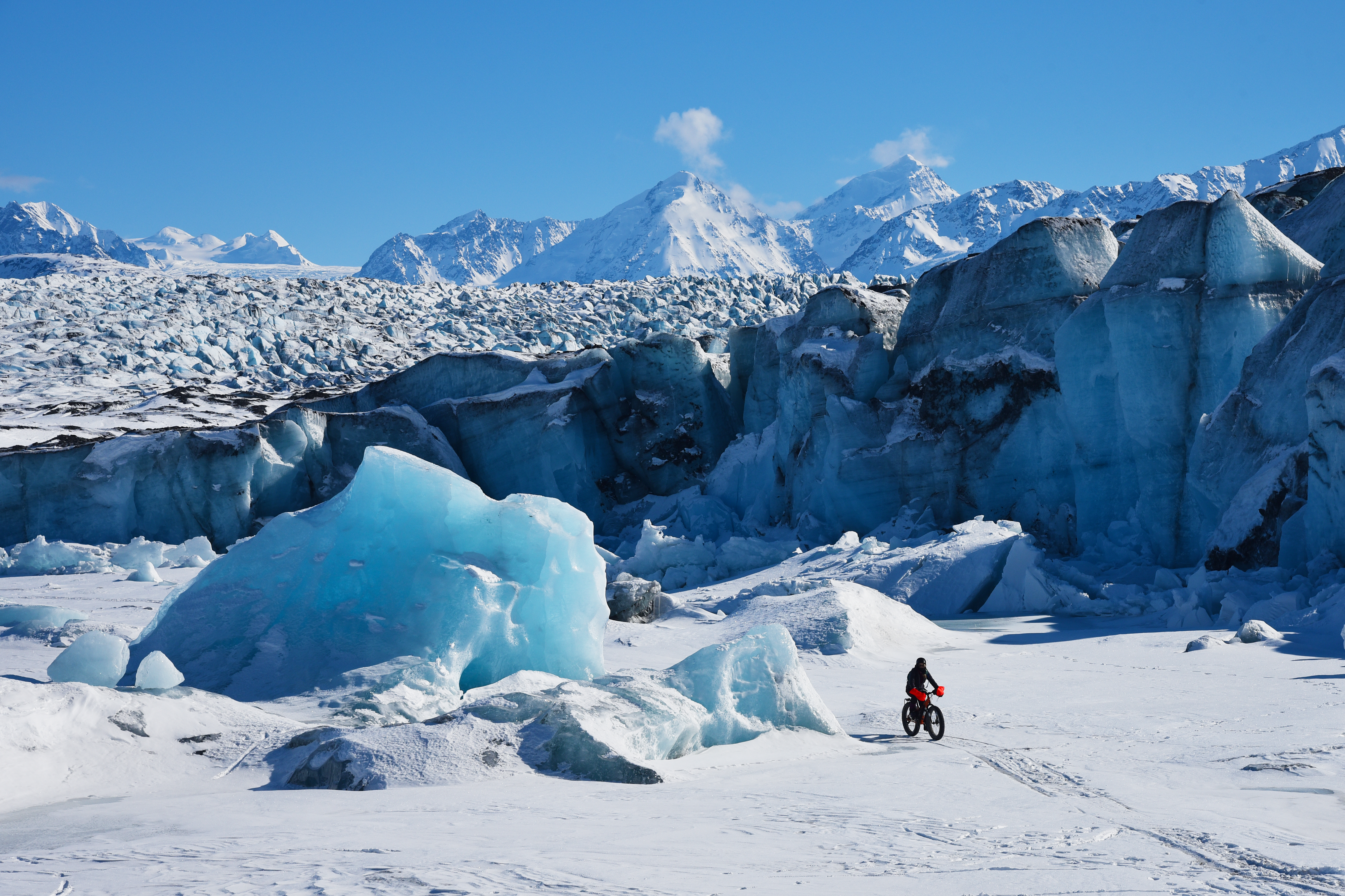
Povrch ledovce (2017)

Ledovec Knik (anglicky Knik Glacier) se nachází v americkém státě Aljaška východně od největšího města Anchorage na severním okraji hor Chugach. Začíná na hřebeni, kde je největší horou Marcus Baker (4016 m n. m.), a údolím se táhne směrem na západ, kde končí v řece Knik, zhruba na úrovni potoka Metal Creek tekoucího ze severu a Vnitřního jezera George (Inner Lake George) na jihu.
Název pochází z inuitštiny a původně se vztahoval k řece. V překladu znamená oheň.
Poblíž ledovce zahynul následkem nehody vrtulníku v roce 2021 český podnikatel a miliardář Petr Kellner.

## Galerie

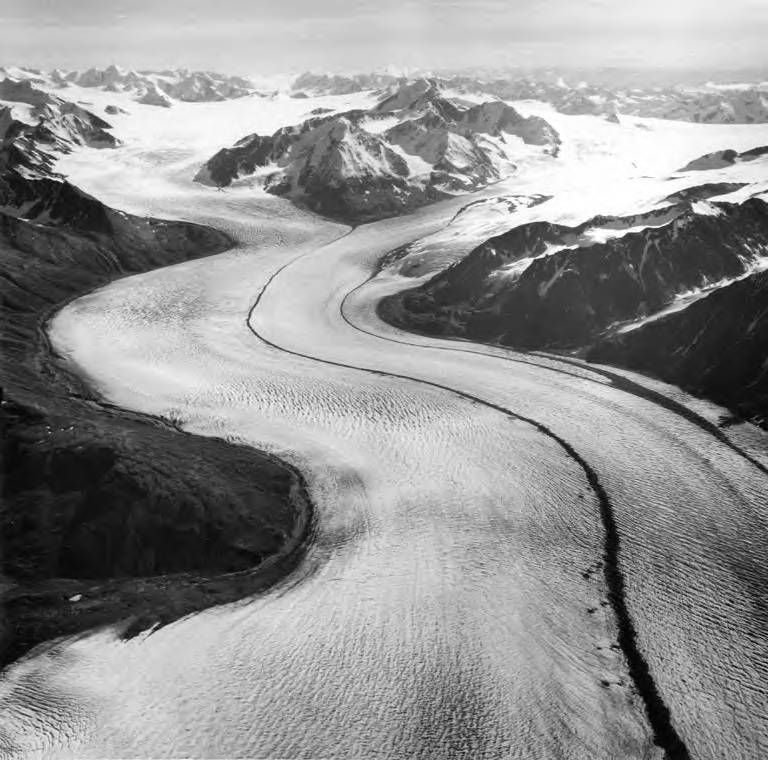
Spojující se ramena (1964)